# فرانتيشيك دوليهال
فرانتيشيك دوليهال (مواليد 23 نوفمبر 1913) هو ملاكم تشيكوسلوفاكي، مثّل بلاده في الألعاب الأولمبية الصيفية 1936.

## روابط خارجية
فرانتيشيك دوليهال على موقع أوليمبيديا (الإنجليزية)
- فرانتيشيك دوليهال على موقع اللجنة الأولمبية التشيكية (التشيكية)